# Tom Lehrer
Thomas Andrew Lehrer ([ˈlɛərər]) (Nova Iorque, 9 de abril de 1928 — Cambridge, 26 de julho de 2025) foi um cantor-compositor, comediante e matemático norte-americano. Foi professor de teatro musical e professor e investigador nas principais instituições acadêmicas americanas, incluindo o Instituto de Tecnologia de Massachusetts e a Universidade da Califórnia em Santa Cruz, mas é mais conhecido pelas músicas humorísticas e satíricas que gravou nas décadas de 1950 e 1960. As suas músicas parodiavam frequentemente formas musicais populares, embora ele criasse tipicamente melodias originais ao fazê-lo. Uma exceção notável é a música "The Elements" ("Os Elementos"), na qual canta uma lista dos nomes dos elementos da tabela periódica ao ritmo da música "Major-General's Song" ("Música do Major-General"), da ópera cómica "The Pirates of Penzance", de Gilbert e Sullivan.
Os primeiros trabalhos musicais de Lehrer, tais como a música "Poisoning Pigeons in the Park", eram reconhecidos pelo seu humor negro. Na década de 1960 ele lançou músicas que lidavam com assuntos de relevância social e política da época, particularmente quando compôs para a versão norte-americana do programa de televisão That Was the Week That Was. No início da década de 1970, Lehrer afastou-se das performances ao vivo para se dedicar ao ensino de matemática e de história de teatro musical na Universidade da Califórnia.

## Biografia
Tom Lehrer nasceu em 1928 no seio de uma família secular judaica e cresceu no Upper East Side de Manhattan. Ele começou a estudar piano clássico aos 7 anos, mas estava mais interessado na música popular da época. Eventualmente, a sua mãe também o inscreveu em aulas de música popular. Foi com esta idade que começou a escrever as primeiras melodias, que eventualmente o ajudaram a tornar-se num compositor e escritor satírico nos seus anos de professor em Harvard, tendo sido também influenciado por um dos seus professores, Irving Kaplansky, e mais tarde noutras universidades.
Lehrer estudou na Horace Mann School em Riverdale, Nova Iorque, parte do Bronx. Ele também frequentou o campo de férias Camp Androscoggin, tanto como campista como conselheiro. Lehrer era considerado uma criança prodígio e entrou na Universidade de Harvard aos 15 anos após graduar-se da Loomis Chaffee School. Enquanto estudante de matemática em Harvard ele começou a escrever músicas cómicas para entreter os seus amigos. Estas músicas foram coletivamente apelidadas de The Physical Revue, uma referência humorística a uma prestigiosa revista científica, Physical Review.
Lehrer trabalhou em lugares como o MIT e o laboratório nuclear de Los Alamos, mas foi como professor que se firmou na vida acadêmica. Paralelamente, os seus dons como pianista e humorista o levaram a gravar vários discos nas décadas de 1950 e 1960. Por um breve período, chegou a largar a profissão de professor e pesquisador de Matemática para se dedicar apenas aos diversos shows que passou a fazer, não só nos Estados Unidos, mas em outros países de língua inglesa.
No começo dos anos 1970, contudo, decidiu abandonar a carreira artística e voltou a ensinar Matemática em algumas das mais prestigiosas universidades dos EUA.
Durante a aposentadoria, Lehrer viveu na Califórnia, fazendo ocasionalmente pequenos shows para plateias universitárias. Em 2020, com 92 anos, Lehrer doou todas as letras de suas músicas ao domínio público.
Faleceu com 97 anos na sua casa em Cambridge, Massachusetts a 26 de julho de 2025.

## Exército dos EUA
Lehrer foi convocado para o Exército dos EUA de 1955 a 1957, trabalhando na Agência de Segurança Nacional (NSA). Lehrer afirmou que inventou a injeção de gelatina nessa época, como forma de contornar a proibição de bebidas alcoólicas de uma base naval. Apesar de ter um mestrado em uma época em que os conscritos americanos muitas vezes careciam de um diploma do ensino médio, Lehrer serviu como soldado alistado, alcançando o posto de Especialista de Terceira Classe, que ele descreveu como sendo um "cabo sem carteira". Essas experiências se tornaram material para canções, como "The Wild West is Where I Want to Be" e "It Makes a Fellow Proud to Be a Soldier". Em 2020, Lehrer revelou publicamente que havia sido designado para a NSA; uma vez que o mero fato da existência da NSA era confidencial na época, Lehrer se viu na posição de usar implicitamente o trabalho com armas nucleares como uma história de capa para algo mais delicado.
Em 1960, Lehrer voltou a estudar matemática em tempo integral em Harvard.

## Importância artística
Mais do que um humorista, Tom Lehrer foi um crítico implacável da direita e dos conservadores norte-americanos, facto expresso em canções como "Send the Marines!" ("Mande os Marines!"), em que classifica as tropas de elite das forças armadas americanas como o instrumento de "diplomacia" preferido dos Estados Unidos.
Lehrer notabilizou-se também pelo caráter inovador de seu humor, enveredando muitas vezes por assuntos científicos, como nas canções "New Math" ("Nova Matemática"), "Lobachevski" (sobre os plágios no mundo acadêmico) e "The Elements" ("Os Elementos" - cuja letra se resume a uma hilariante enunciação de todos os elementos químicos da Tabela Periódica).

## Discografia
- Songs By Tom Lehrer (1953) (Relançado em 1990 como Revisited)
- An Evening Wasted with Tom Lehrer (1959)
- More of Tom Lehrer (1959)
- Tom Lehrer Discovers Australia (And Vice Versa) (1960)
- That Was The Year That Was (1965)
- Tom Lehrer In Concert (1994)
- Songs & More Songs By Tom Lehrer (1997)
- The Remains Of Tom Lehrer (2000)

## Publicações
O banco de dados da American Mathematical Society o lista como coautor de dois artigos:
- R. E. Fagen; T. A. Lehrer (1958). «Random walks with restraining barrier as applied to the biased binary counter». Journal of the Society for Industrial and Applied Mathematics. 6 (1): 1–14. JSTOR 2098858. MR 0094856. doi:10.1137/0106001
- T. Austin; R. Fagen; T. Lehrer; W. Penney (1957). «The distribution of the number of locally maximal elements in a random sample». Annals of Mathematical Statistics. 28 (3): 786–790. MR 0091251. doi:10.1214/aoms/1177706893

Duas das canções de Lehrer foram reimpressas, com sua permissão, na revista Mad:
- Tom Lehrer Sings "The Wild West is Where I Want To Be" (ilustrado por George Woodbridge, MAD #32, Abr. 1957)[19]
- Tom Lehrer's "The Hunting Song" (ilustrado por George Woodbridge, MAD #35, Out. 1957)[20]